# Ꞷ
Pour les articles homonymes, voir Oméga (homonymie).
Cette page contient des caractères spéciaux ou non latins. S’ils s’affichent mal (▯, ?, etc.), consultez la page d’aide Unicode.
L’oméga, aussi appelé oméga latin, Ꞷ en majuscule et ꞷ en minuscule, est une lettre additionnelle de l’alphabet latin. Elle tient sa forme de la lettre minuscule oméga grecque ‹ ω ›. Elle est utilisée dans plusieurs publications en koulango de Bondoukou et de Bouna pour représenter une voyelle pré-fermée postérieure arrondie /ʊ/ aussi représentée avec la lettre v de ronde ‹ Ʋ ›  ou parfois la lettre upsilon latin ‹ Ʊ ›.

## Histoire
Déjà à la Renaissance, on retrouve l’oméga utilisé comme lettre latine pour représenter une voyelle mi-ouverte postérieure arrondie [ɔ] (aux côtés de ‹ j, u ɛ, ʃ › comme lettres respectivement distinctes de ‹ i, v, e, s ›) dans une réforme de l’orthographe italienne proposée par Gian Giorgio Trissino, notamment dans Ɛpistola del Trissino de le lettere nuωvamente aggiunte ne la lingua Italiana publié en 1524, et retrouvée dans certaines éditions de Tolomeo Janiculo comme la réimpression de 1529 de De la volgare eloquenzia de Dante Alighieri, utilisant le type de Ludovico degli Arrighi. Jacques Dubois a aussi utilisé une lettre oméga dans son orthographe latine dans In Linguam gallicam Isagꞷge publié en 1531.

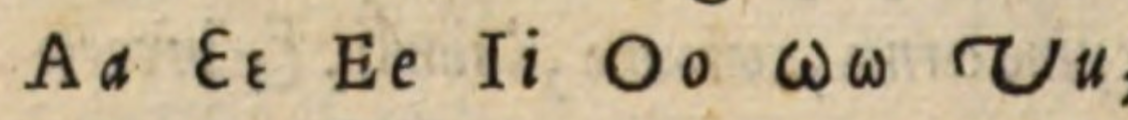
Voyelles dans Trissino, Dubbii Grammaticali, 1529
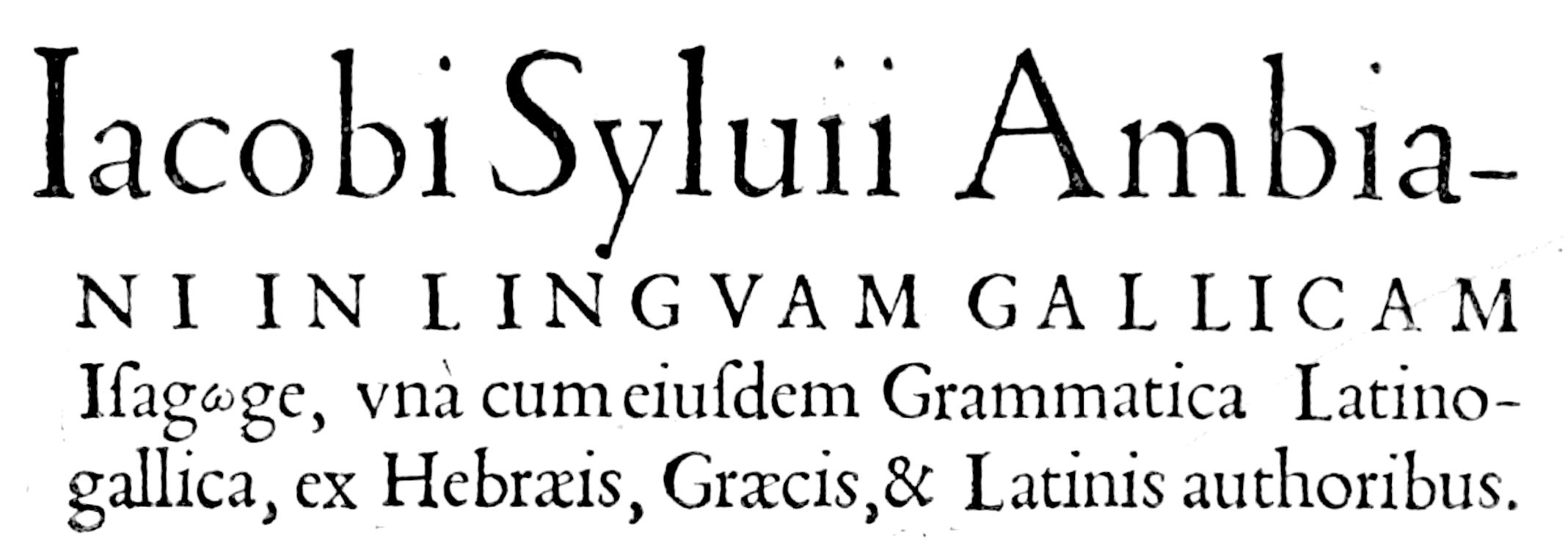
Titre de In Linguam gallicam Isagꞷge de  Jacques Dubois  publié en 1531.
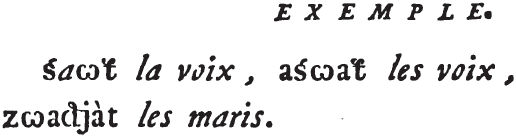
Oméga tel qu’utilisé par Volney en 1795.
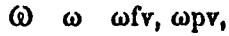
Oméga latin utilisé en 1860 dans une grammaire muscogee de Henry Frieland Buckner.
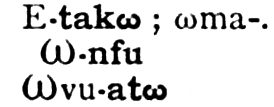
Exemples d’oméga latin utilisé en 1919 par Harry Johnston pour représenter une voyelle de certaines langues bantoues.

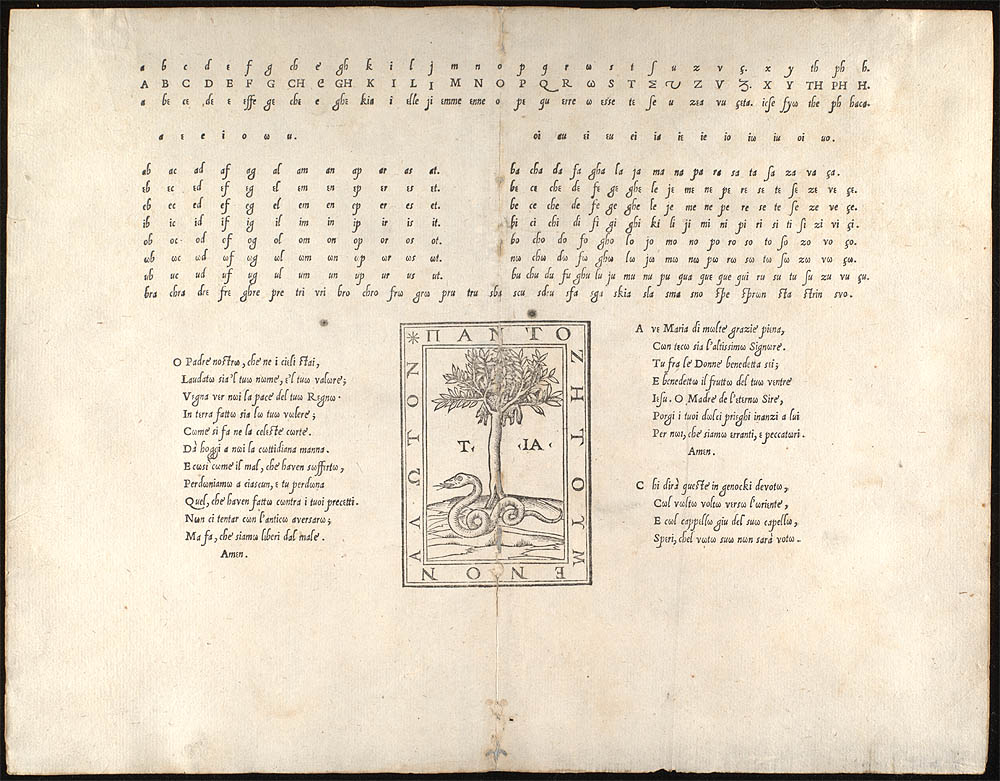
Specimen de caractère de Ludovico degli Arrighi étendu et utilisé par Tolomeao Janiculo, circa 1522, avec l’oméga latin.
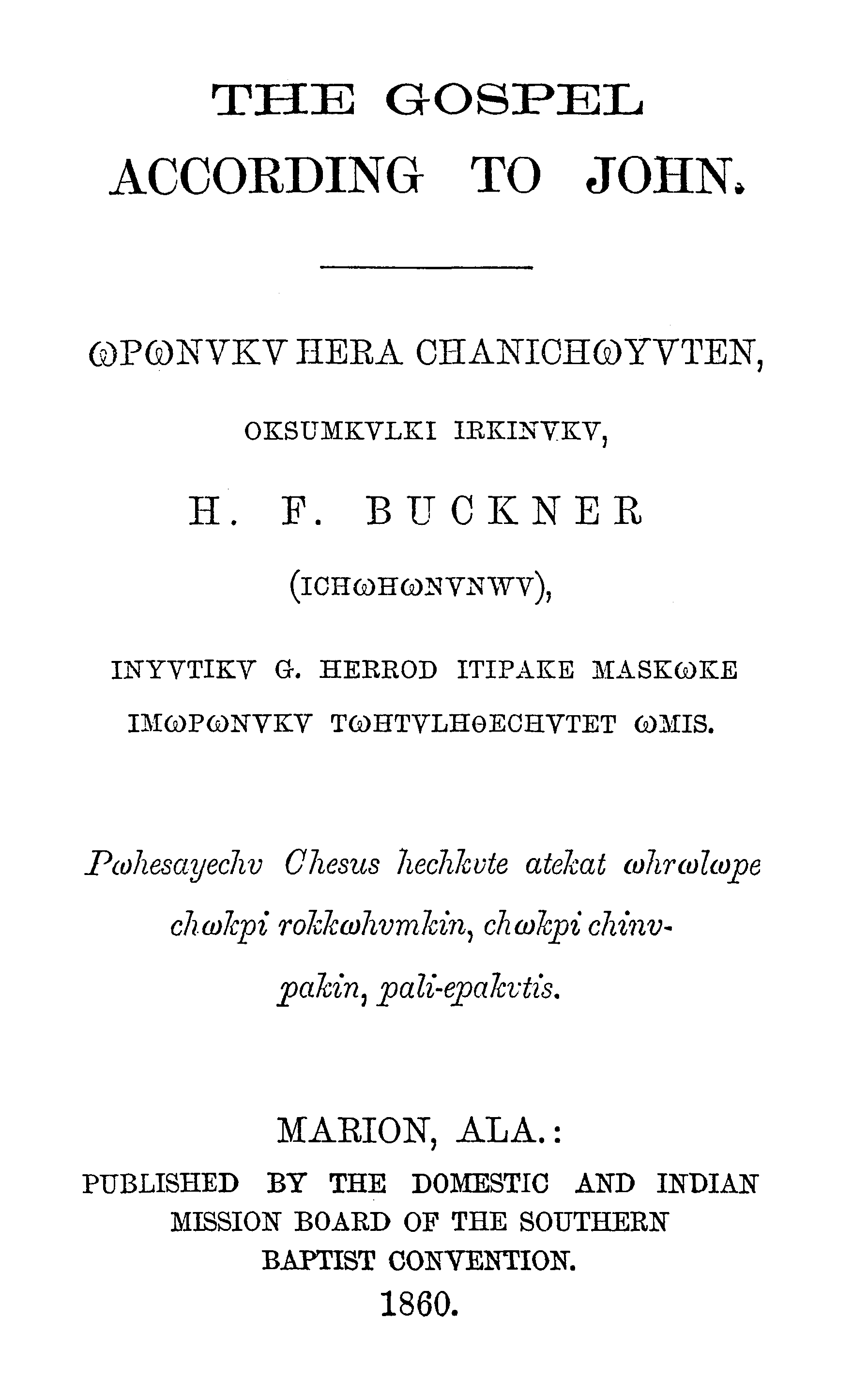
Oméga latin sur la couverture de la traduction muscogee de l’Évangile de Jean par H. F. Buckner, publiée en 1860.

La lettre oméga est proposée comme lettre latine additionnelle par Constantin-François Volney dans Simplification des langues orientales publié en 1795, mais son système de transcription ne sera pas adopté.
Cette lettre est utilisée comme lettre latine pour transcrire le muscogee par Buckner en 1860.
En 1892, Johan Storm (en) utilise l’oméga comme symbole phonétique dans une description de l’anglais, Englische Philologie.
Harry Johnston utilise l’oméga  pour l’écriture des langues bantoues, avec la même majuscule que la lettre grecque en 1902 et une majuscule basée sur la minuscule agrandie en 1919.
Edward Sapir a utilisé l’oméga pour transcrire une voyelle ouverte postérieure arrondie, comme dans l’anglais law [lɒ], par exemple dans la transcription du nisgha en 1915 ou du païute du Sud en 1930. Cet usage fait partie des recommendations pour la transcription des langues amérindiennes de l’American Anthropological Association publiée en 1916.
John P. Harrington au aussi utilisé l’oméga pour transcrire le kiowa en 1946.
Bernard Bloch (en) et George L. Trager (en) proposent le symbole oméga ‹ ꞷ › pour représenter une voyelle pré-ouverte postérieure arrondie,, déjà utilisé dans la notation phonétique de l’American Anthropological Association de 1916.
Plusieurs auteurs utilisent l’oméga ‹ ꞷ › comme dans les modifications de l’alphabet phonétique international de Bloch et Trager, comme par exemple Trager et Henry Lee Smith Jr. en 1957, Richard d’Alquen en 1962, Trager en 1972, James M. Crawford dans un description phonologique du yuchi de 1973.
Charles-James N. Bailey propose quant à lui l’oméga comme symbole de l’alphabet phonétique international pour distinguer le [o̹] sur-arrondi du [o] commun.
Dans la transcription phonétique de Jean Haust utilisée dans l’Atlas linguistique de la Wallonie, l’oméga représente une voyelle intermédiaire entre celles représentées par ó et ꭒ, c’est-à-dire une voyelle pré-fermée postérieure arrondie [ʊ] entre une voyelle mi-fermée postérieure arrondie [o] et une voyelle fermée postérieure arrondie [u].
En 1973, Helmut Richter utilise l’omega dans l’IPA(G), ressemblant à une ligature double ʊ, pour représenter une voyelle pré-fermée mi-postérieure non arrondie [ɯ̽]. Dans les années 1980, John C. Wells représente la voyelle pré-fermée postérieure non arrondie avec le signe non API ‹ ꞷ › pour la description des accents de l’anglais,.
L’oméga latin est répertorié dans la révision de 1982 de l’Alphabet africain de référence de Mann et Dalby. L’oméga latin y représente une voyelle mi-fermée centrale /ɘ/ mais peut aussi y représenter un clic bilabial /ʘ/.
Dans leur dictionnaire suédois-islandais publié en 1982, Gösta Holm (sv) et Aðaltseinn Davíðsson utilisent l’oméga comme symbole phonétique pour une voyelle assimilée à la voyelle fermée antérieure arrondie [u] dans la diphtongue islandaise [ow] qu’ils transcrivent [oω].
En sinologie, l’oméga peut être utilisé comme symbole non standard de l’alphabet phonétique international pour représenter une voyelle pré-ouverte postérieure arrondie entre [ɔ] et [ɒ], normallement notée [ɔ̞] ou [ɒ̝], suivant les propositions de Bernard Bloch et George L. Trager.
La lettre latine oméga n’a été codée dans le standard Unicode 8.0 qu’en juin 2015 et n’est donc disponible que dans quelques polices de caractères plus récentes. Elle peut être disponible dans certaines fontes utilisant un jeu de caractères non standard, ou être accessible via des caractères réservés à l’usage privé (en) comme le permet le standard Unicode. Dans certaines fontes, le caractère pour l’oméga grec majuscule peut avoir une forme utilisable. Inversement, certains auteurs utilisent le caractère de l’oméga latin majuscule ‹ Ꞷ › pour représenter la forme onciale ronde de la lettre oméga grecque majuscule ‹ Ω ›.

## Formes et variantes

Forme proche de l’oméga grec minuscule.
Forme proche d’un 3 renversé.

## Représentations informatiques
L’oméga latin peut être représenté avec les caractères Unicode (latin étendu D) suivants :
| formes    | représentations | chaînes de caractères | points de code | descriptions                  | notes |
| --------- | --------------- | --------------------- | -------------- | ----------------------------- | --- |
| capitale  | Ꞷ               | Ꞷ                     | U+A7B6         | letter majuscule latine oméga | À ne pas confondre avec la lettre majuscule grecque oméga ‹ Ω › U+03A9 ou la lettre majuscule cyrillique oméga ‹ Ѡ › U+0460. Depuis Unicode 8.0. |
| minuscule | ꞷ               | ꞷ                     | U+A7B7         | lettre minuscule latine oméga | À ne pas confondre avec la lettre minuscule grecque oméga ‹ ω › U+03C9 ou la lettre minuscule cyrillique oméga ‹ ѡ › U+0461. Depuis Unicode 8.0. |